# Ян Домановський
Ян Домановський (пол. Jan Domanowski; 1496 або 1500, село Доманово, Більський повіт, Підляське воєводство, Польща — 1563) — римо-католицький діяч Великого князівства Литовського, дипломат, юрист. Один з найбільш освічених людей свого часу, знавець права.

## Життєпис
Ймовірно, Домановський навчався у Краківській академії, згодом удосконалив освіту в Італії, де вивчав право та теологію.
У 1521 році за допомогою великої княгині Бона Сфорца став канцлером Вільнюського єпископа. З 1524 року — настоятель Ів'є, з 1528 року — канонік Вільнюса, з 1529 року — настоятель собору Святих Станіслава і Владислава у Вільнюсі, який він відбудував після пожежі.
У 1526 році Домановський брав участь у розробці 1-го Вільнюського синодального статуту. Вікарій та чиновник Вільнюського капітулу з 1531 року, активний борець проти Реформації.
З 1539 року — Королівський секретар (спочатку Сигізмунда Старого, потім Сигізмунда Августа). З 1540 по 1544 брав участь у роботі комісії з визначення кордону з Лівонією, а в 1545 року — з Пруссією. У 1546 році — посол Ради Великого князівства Литовського до Сигізмунда II у справі уніфікації монет ВКЛ та Польщі. У 1551 році — посол в Лівонії для врегулювання прикордонних питань. З цього часу Домановський, можливо, очолював 1-шу комісію з розробки Статуту ВКЛ 1566 року, яка складалася з 5 католиків та 5 православних.
У 1555 році Домановський призначений, а в 1556 році затверджений єпископом Замойським. Збирав податки зі священників на війну з Московією. За його розпорядженням Петро Роїзій склав статут Замойської єпархії Constitutiones ecclesiae mednicensis і Novelle constitutionis ecclesie mednicensis.
З 1559 до 1561 року брав участь у всіх найважливіших державних зборах, на яких було вирішено питання про вступ Лівонії до Великого князівства Литовського.
28 листопада 1561 року приймав присягу на вірність ВКЛ у Готгарда Кеттлера та представників Лівонії.